# Garami Andor
Garami Andor, született Goldstein Arnold (Prossnitz, 1902. július 1. – 1942. december 15.) újságíró, műfordító, forgatókönyvíró, dramaturg.

## Élete
Goldstein Menyhért Manó (1870–1939) szabász és Waldmann Franciska gyermekeként született. Tanulmányait Budapesten folytatta, s közgazdasági végzettséget szerzett. 1920-ban Az Est-lapok belső munkatársa lett és közben a Jogi Napló szerkesztőjeként is működött. 1922-től dolgozott a magyar filmgyártásban, ahol előbb mint filmfordító, majd mint dramaturg, filmszkeccsek szerzője és feliratíró vett részt. 1928 és 1938 között a Magyar Filmkurír című szaklap szerkesztője és kiadója volt. 1928-ban az Uránia Filmszínház az ez évi megnyitóján mutatta be Heidelberg, nem tudlak elfeledni! című darabját, amelyhez Cservenka Gusztáv írt zenét. Számos novella, kabarétréfa és dalszöveg is fűződik nevéhez. Munkaszolgálatosként halt meg.
Házastársa Feldmann Klára (1906–?) volt, Feldmann Izsó filmproducer lánya, akit 1927. december 11-én Budapesten, a Józsefvárosban vett nőül.

## Filmjei

### Forgatókönyvíró
- Kutyamosó (1922, szkeccs)
- Heidelbergben vesztettem el a szívemet
- Maros vize folyik csendesen

## Műfordításai
- Ellery Queen: A mandarin bűnügy (Budapest, 1934)
- S. S. Van Dine: Szörny a tóban (Athenaeum, Budapest, 1934)
- Seldon Truss: A halálraítélt (Tolnai, Budapest, 1938)
- Seldon Truss: Hív az akasztófa (Athenaeum, Budapest, 1935)
- Seldon Truss: A hullámsír titka (Athenaeum, Budapest, 1935)
- Ellery Queen: A kétlelkű Gimball (Athenaeum, Budapest, ?)